# Wolfsburg (Schiff, 1916)
Die 1916 fertiggestellte zweite Wolfsburg der Deutschen Dampfschiffahrtsgesellschaft Hansa (DDG „Hansa“) gehörte zu einer Serie von vier Frachtschiffen für den Südamerikadienst der Reederei, die vor Ausbruch des Ersten Weltkriegs in Auftrag gegeben wurden. Das Schiff wurde im März 1919 nach Großbritannien ausgeliefert und im Oktober 1924 von der Reederei zurückgekauft.
Das auf der Ausreise befindliche Schiff lief noch vor Beginn des Zweiten Weltkrieges in Pernambuco, Brasilien, ein und wurde dort aufgelegt. Ab dem 2. Februar 1940 versuchte die Wolfsburg mit einer Ladung von Lebensmitteln, Baumwolle und weiteren kriegswichtigen Gütern die Heimat zu erreichen. Am 2. März 1940 wurde sie auf der Position 67° 30′ 0″ N, 32° 30′ 0″ W in der Dänemarkstraße nördlich Islands vom britischen Kreuzer Berwick entdeckt und versenkte sich selbst.

## Geschichte des Schiffes
Die zweite Wolfsburg erhielt den Namen eines in Middlesbrough bei der Werft Sir Raylton Dixon & Co. gebauten Frachtschiffes, das sich von 1896 bis 1907 im Dienst der DDG „Hansa“ befunden hatte. Den Namen erhielt es nach der Ruine Wolfsburg bei Neustadt an der Weinstraße.

Die im Januar 1896 abgelieferte erste Wolfsburg (2489 BRT, 3700 tdw) gehörte zu vier 1895 bis 1897 in Großbritannien gebauten „Argentinien-Dampfern“ der Reederei. 1907 wurde sie mit zwei ihrer Schwesterschiffe an die belgische Reederei Armement Deppe verkauft, die sie in Egypte umbenannte. Das Schiff ging auf einer Fahrt von Belgien nach Bulgarien am 20. Februar 1909 vor Patras durch Kollision mit einem griechischen Dampfer verloren.
Die zweite Wolfsburg entstand auf der Werft von Joh. C. Tecklenborg unter der Baunummer 268. Sie war Teil einer Serie von vier Schiffen von über 10.000 tdw Tragfähigkeit, die vor dem Ersten Weltkrieg bei drei deutschen Werften bestellt wurden. Nur das Typschiff der Serie, die bei den Howaldtswerken in Kiel gebaute Trostburg, konnte vor dem Kriegsausbruch fertiggestellt werden. Sie erreichte auf ihrer Jungfernfahrt Kalkutta, wo sie von Großbritannien beschlagnahmt wurde. Schon Ende März 1915 ging die Trostburg auf Seiten der Entente durch Strandung verloren. Die bei Tecklenborg bestellten Schwesterschiffe Aschenburg und Wolfsburg sowie die in Flensburg gebaute Rudelsburg wurden während des Ersten Weltkriegs an die DDG „Hansa“ abgeliefert, aber für die Dauer des Krieges aufgelegt. Im Frühjahr 1919 wurden die drei Kriegsbauten an die Siegermächte ausgeliefert.
Die neue Wolfsburg war der zweite Tecklenborg-Bau der Serie. Sie lief am 12. Juni 1915 vom Stapel und wurde am 28. Juni 1916 abgeliefert. Das Schiff hatte eine Länge von 149,44 m über alles und 142,73 m zwischen den Loten. Die Breite betrug 18,92 m und der Tiefgang 7,43 m. Die Wolfsburg war mit 6201 BRT und 3826 NRT vermessen und besaß eine Tragfähigkeit von 10.020 tdw. Angetrieben von einer 3-Zylinder-Dreifach-Expansionsmaschine der Bauwerft von 3600 PSi, die auf einen Propeller wirkte, konnte das Schiff eine Geschwindigkeit von 12 kn erreichen.
Ein Versuch, das Schiff im Herbst 1918 zu nutzen, wurde von den Siegermächten unterbunden und am 27. März 1919 erfolgte die Auslieferung der Wolfsburg im Firth of Forth.

### Einsätze

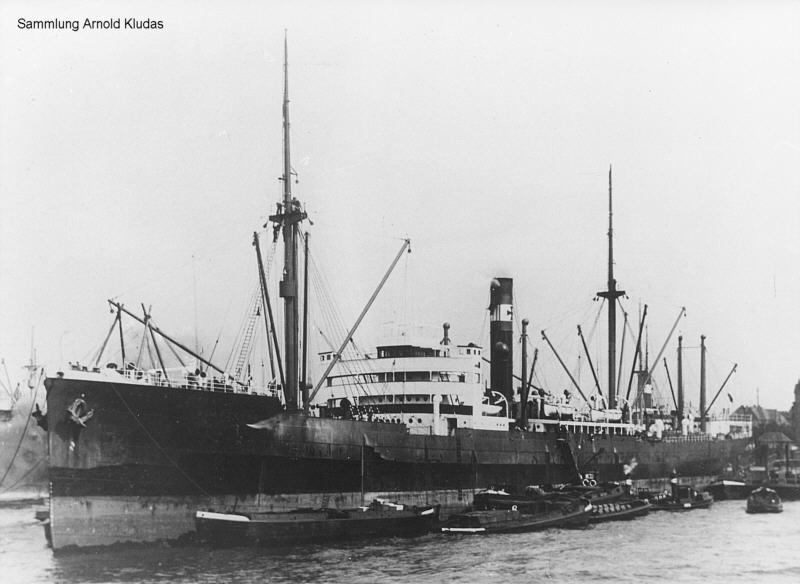
Wolfsburg im Hafen

Wie die meisten ausgelieferten deutschen Handelsschiffe wurde auch das Schiff anfangs unter seinem alten Namen von Elder, Dempster & Co. im Auftrag des staatlichen Shipping Controllers für militärische Transportaufgaben eingesetzt. 1920 kaufte dann die Glasgower Reederei H. Hogarth & Sons das Schiff und setzte es als Baron Lovat ein. Die wegen der Namensgebung ihrer Dampfschiffe auch als „Baron-Line“ bezeichnete Privatreederei hatte im Weltkrieg vierzehn Schiffe verloren, bereederte ab 1919 einige ausgelieferte Schiffe für den Staat, darunter die Solfels (5821 BRT/1913) der DDG „Hansa“, und kaufte ab 1919 auch einige Schiffe (auch deutschen Ursprungs) von der staatlichen Verwaltung für militärische Transportaufgaben.

Schon im Oktober 1924 verkaufte die in der Trampschifffahrt tätige Reederei das Schiff an die DDG „Hansa“. Das Schiff war der sechste Rückkauf eines ehemaligen Schiffes und erhielt wieder seinen Ursprungsnamen Wolfsburg. Sie war neben einem von 1919 bis 1923 gecharterten Dampfer das einzige Schiff der Reederei, das bis 1939 einen auf -burg endenden Namen trug.
Die Wolfsburg wurde auf allen Linien der Reederei eingesetzt und hatte die für die Reederei typische gemischte Besatzung aus europäischen und indischen Seeleuten, die sich nicht auf das Maschinenpersonal beschränkte. 1939 war die Wolfsburg am 16. August aus Nordenham mit einer Ladung Kohle und Koks ausgelaufen. Als sie am 25. die Warnnachricht QWA 7 empfing (Kriegsausbruch droht, planmäßige Routen verlassen), steuerte sie Pernambuco in Brasilien an, das sie vor Kriegsausbruch erreichte.

### Kriegsschicksal

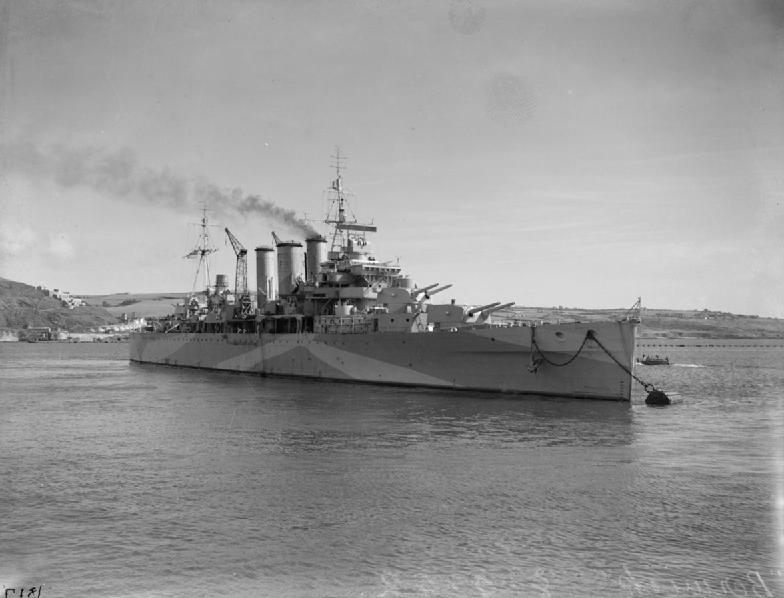
HMS Berwick

Die Wolfsburg wurde in Pernambuco aufgelegt und ihre Ladung verkauft. Anfang 1940 übernahm sie erneut Ladung, um wie eine Vielzahl anderer Schiffe von Brasilien nach Deutschland zurückzukehren. Am 2. Februar 1940 verließ sie Pernambuco mit einer Ladung von 2400 t Speck in Kisten, 1600 t Schmalz in Dosen, 4000 t Sojabohnen und Sojaöl, 1800 t Baumwolle und kleineren Mengen Erz (Tantalit) zum Blockadedurchbruch nach Deutschland. Sie sollte sich als norwegischer Dampfer Alf tarnen.
Am 2. März 1940 versenkte die Besatzung ihr Schiff in der Dänemarkstraße nördlich Islands auf der Position 67°30' N, 32°30' W selbst, als der britische Schwere Kreuzer Berwick es entdeckt hatte.

### Die Schwesterschiffe
| Name           | Bauwerft                 | BRT tdw     | Stapellauf in Dienst  | weiteres Schicksal |
| Trostburg (1)  | Howaldtswerke BauNr. 583 | 6342 10.330 | 03.1914 1.06.1914     | August 1914 in Kalkutta beschlagnahmt, 26. März 1915 mit einer Kohlenladung auf dem Weg von England nach Gibraltar an der marokkanischen Küste gestrandet        |
| Aschenburg     | Tecklenborg BauNr. 266   | 6394 10.110 | 16.01.1915 19.06.1915 | 1919 ausgeliefert, 1920 von Ellerman´s gekauft: Lorenzo, 1929 City of Christchurch, 21. März 1943 vor portugiesischer Küste durch deutsche Flugzeuge versenkt    |
| Wolfsburg (2)  | Tecklenborg BauNr. 268   | 6201 10.020 | 12.06.1915 28.06.1916 | 1919 ausgeliefert, Dezember 1924 Rückkauf, 2. März 1940 selbstversenkt                                                                                           |
| Rudelsburg (2) | Flensburg BauNr. 346     | 6173 10.230 | 12.04.1916 21.10.1916 | 1919 ausgeliefert, 1921 an Hall Line: City of Westminster, 8. Oktober 1923 westlich Penzance mit einer Ladung Mais und Stückgut aus Südafrika kommend gestrandet |